# Kurt Hart
Kurt Hart (geboren 1945, nach anderen Quellen: 1953) ist ein deutscher Theater- und Fernsehschauspieler. 
Hart absolvierte seine Schauspielausbildung von 1970 bis 1973 am Schauspielstudio Hildburg Freese in Hamburg. Feste Theaterengagements hatte er u. a. an den Städtischen Bühnen Dortmund (1973–1975) und am Stadttheater Regensburg (1975–1977).
Bekannt wurde er unter anderem durch seine Rolle als Kriminalassistent Stefan Struve in der Fernseh-Kriminalreihe Tatort, die er von Mai 1996 bis Januar 2001 im Tatort des Norddeutschen Rundfunks unter den Kriminalhauptkommissaren Stoever und Brockmöller verkörperte. Sein Einstieg erfolgte im Tatort: Fetischzauber (Erstausstrahlung: 5. Mai 1996), in der er als Nachfolger von Mark Keller kam. Besetzungstechnisch stellte er den Typus des „eifrigen Kriminalpolizisten“ dar. In der Fernsehserie Doppelter Einsatz (1996) spielte er in einer Episodenrolle ebenfalls einen Polizeibeamten, den Hamburger Revier- und Streifenpolizisten Wannemacher. 

## Filmografie
- 1990: Alles im Griff (Fernsehfilm)
- 1991: Zwei Münchner in Hamburg: Der Mann aus Sachsen (Fernsehserie, eine Folge)
- 1991; 1996: Großstadtrevier (Fernsehserie, zwei Folgen)
- 1992: Thea und Nat
- 1994–2001: Tatort
- 1995; 1999: Die Männer vom K3 (Fernsehserie, zwei Folgen)
- 1996: Doppelter Einsatz: Exekution (Fernsehserie, eine Folge)
- 1998: Heimatgeschichten: Zwei süße Früchtchen (Fernsehserie, eine Folge)
- 1999: SOKO München: Sophias Geheimnis (Fernsehserie, eine Folge)